# Jan Jongbloed
Jan Jongbloed (Amsterdam, 25 de novembre de 1940 - 30 d'agost de 2023) fou un futbolista neerlandès retirat que jugava com a porter.
Jongbloed jugà a diversos clubs neerlandesos, DWS (més tard FC Amsterdam), Roda JC i Go Ahead Eagles. Té el rècord de 707 partits disputats a l'Eredivisie. De fet, la seva etapa de futbolista es perllongà entre 1959 i 1986.
Representà a la selecció neerlandesa en els Mundials de 1974 i 1978. Com a fet curiós podem esmentar que disputà aquestes competicions amb el número 8 a l'esquena. En total fou 24 cops internacional, entre 1962 i 1978.